# Тукай (Александровский район)
Тука́й — село в Александровском районе Оренбургской области. Административный центр Тукаевского сельсовета.

## География
Село находится на расстоянии 16 км к северо-западу от села Александровка, административного центра района.

### Часовой пояс
Село Тукай, как и вся Оренбургская область, находится в часовой зоне МСК+2. Смещение применяемого времени относительно UTC составляет +5:00.

## Население
| 2010 |
| ---- |
| 581  |

## Улицы
- ул. 40 лет Победы,
- ул. Пионерская,
- ул. Советская,
- ул. Центральная,
- ул. Школьная.